# 機能性流体
機能性流体（きのうせいりゅうたい）は、外部刺激により特定の性質、機能を示し、その性質、機能が工業的に応用できる流体の総称。

## 主な機能性流体
- 液晶
- 磁性流体(MR流体)
- ER流体
- プラズマ流体
- 混相流体
- バイオ流体